# William Donald Hamilton
William Donald Hamilton, conosciuto come Bill Hamilton (Il Cairo, 1º agosto 1936 – Fitzrovia, 7 marzo 2000), è stato un biologo britannico, fra i maggiori evoluzionisti del XX secolo.
Dal 1984 fino alla sua morte fu membro (Researcher Professor) della Royal Society di Londra insegnando all'Università di Oxford.

## Biografia
Divenne conosciuto per il suo lavoro in biologia teorica esponendo una rigorosa base genetica per l'esistenza della kin selection e dell'altruismo.
Questi studi furono essenziali per lo sviluppo della teoria del gene egoista e può per questo essere considerato uno dei pionieri della sociobiologia approfondita da Edward Osborne Wilson. Hamilton ha inoltre pubblicato importanti studi sul rapporto fra i sessi (sex ratio) e l'evoluzione della riproduzione sessuale.
A partire da metà degli anni novanta ha appoggiato le ricerche di Edward Hooper sull'origine dell'AIDS e in particolare sulla teoria del vaccino orale antipolio e ha spinto per l'organizzazione di un meeting di discussione sull'origine dell'AIDS presso la Royal Society. Ad inizio 2000, durante un viaggio di ricerca nella Repubblica Democratica del Congo per trovare tracce del virus SIVcpz negli scimpanzé (il progenitore del virus HIV-1) ha contratto la malaria che lo ha ucciso. Il meeting di discussione si è tenuto l'11 settembre 2000 ed è stato dedicato in suo onore.